# コリン・カジム＝リチャーズ
コリン・カジム＝リチャーズ（Colin KAZIM-RICHARDS, 1986年8月26日 - ）は、イングランド・ウォルサム・フォレスト区レイトンストン出身の元トルコ代表サッカー選手。ポジションはフォワード。トルコではコリン・キャーズム (Colin Kâzım) 、キャーズム・キャーズム (Kâzım Kâzım) と呼ばれている。トルコ系の母親を持つことでトルコ国籍を取得。また、トルコ名のKâzımがミドルネームなため、当初は本名をコリン＝カジム・リチャーズにする予定だったが、イギリスの諸事情から二重姓であるコリン・カジム＝リチャーズとなった。
クイーンズ・パーク・レンジャーズFCとアーセナルFCの下部組織を経て、ベリーFCの下部組織からプロキャリアを開始する。ブライトン・アンド・ホーヴ・アルビオンFC、プレミアリーグ (イングランド1部) のシェフィールド・ユナイテッドFCでそれぞれ1シーズンを過ごした後は、フェネルバフチェSK、トゥールーズFC、ガラタサライSK、オリンピアコスFC、フェイエノールトといった欧州各国の様々なクラブに所属した。
代表としては母親のルーツであるトルコ代表を選択し、2007年から2015年の代表引退までに37試合2得点を記録した。

## 経歴

### 生い立ち
アンティグア島をルーツに持つ父親とトルコ系キプロス人の母親の下にイングランドのロンドンで生まれ、レイトンストーンで12歳まで過ごした後、ウォルサムストーへ生活拠点を移した。半分はムスリム、もう半分はキリスト教徒の家庭だったが、祖母は英語を話せず、片方の家族の第一言語はトルコ語であり、自身はサッカーを始める前の幼少の頃はトルコ系の学校に通っていたことで、常にトルコを感じていた。

### クラブ

#### イングランド時代
ベリー
9歳でサッカーを始めると、クイーンズ・パーク・レンジャーズFCとアーセナルFCの下部組織を経て、15歳でベリーFCの下部組織に入団し、それから3年後の2004-05シーズンにフットボールリーグ2 (4部) 所属のトップチームからプロキャリアを開始した。
ブライトン・アンド・ホーヴ・アルビオン
ベリーから提示された2年の契約延長を拒否し、2005年6月に移籍金25万ポンドでフットボールリーグ・チャンピオンシップ (2部) のブライトン・アンド・ホーヴ・アルビオンFCと契約する。なお、この移籍金の一部には、リーグのスポンサーを務めるコカ・コーラが主催する"Win a Player"大会に優勝したクラブのファンの要望によって賞金の殆どが充てられており、そのためにカジム＝リチャーズは、「コカコーラ・キッド」と呼ばれた。同2005-06シーズンは、主に後半からの途中出場からのプレーながらも、2006年2月のクルー・アレクサンドラFC戦において記録したブライトンの通算リーグ戦得点数5000得点目を含む6得点を記録した。
翌2006-07シーズンはフットボールリーグ1 (3部) からのスタートとなり、引き続きブライトンで開幕を迎えたが、ロザラム・ユナイテッドFC戦との開幕戦で先発落ちをすると、この扱いに不満を持ったことで、同試合において途中出場した際に試合終盤に交代を要求する暴挙に出ると、更に試合終了後に移籍要望書を提出した。これにマーク・マギー (en) 監督から次のジリンガムFCに向けたメンバーに外された上で要望書を拒否の対応をされるも、それにもかかわらず、再度退団の意思を表明した。
シェフィールド・ユナイテッド
バーンズリーFCを率いるアンディ・リッチー (en) 監督を始め、ゴードン・シェパード会長から公に関心を寄せられるも、ブライトン側の要求額によって撤退となり、最終的に移籍市場最終日の2006年8月31日に移籍金15万ポンドでプレミアリーグ (イングランド1部)昇格組のシェフィールド・ユナイテッドFCと3年契約で合意した。
シェフィールドでは、11月のボルトン・ワンダラーズFC戦 (2-2) で初得点にしてシェフィールド・ユナイテッドでの初得点を挙げたが、これが唯一の得点となり、29試合1得点で結果を残せず、シーズン終了後にチームは下馬評通りに僅か1年で2部への降格が決定し、移籍を決意する。なお、プレミアリーグでのプレー経験はこのシーズンのみとなっている。

#### フェネルバフチェ

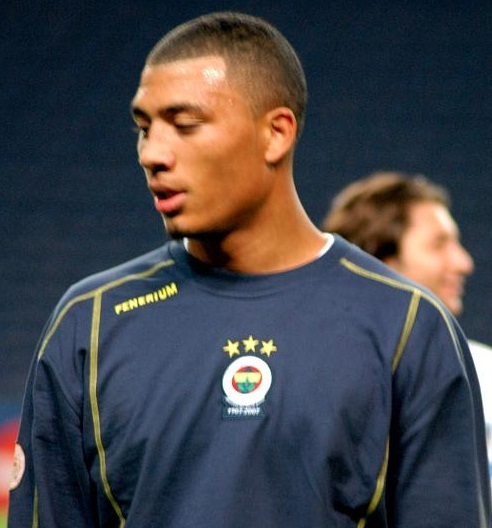
2008年、フェネルバフチェSK時代のカジム＝リチャーズ

2007年6月15日、スュペル・リグ (トルコ1部) の強豪フェネルバフチェSKと4年契約を締結する。フェネルバフチェでは、2007-08、2008-09の2シーズンはローテーション選手としてだったが、2008年4月2日にチェルシーFCとのUEFAチャンピオンズリーグ 2007-08準々決勝第1戦において、メフメト・アウレリオのパスに反応し、相手DF陣を掻い潜って貴重な同点を挙げる活躍を見せると、2009-10シーズンはクリストフ・ダウム監督の下で先発に定着した。その一方で同シーズンのイスタンブール・バシャクシェヒルFK戦において、交代でベンチに下がった際に自チームのファンと口論となっており、2009年11月21日のベシクタシュJK戦では、審判への抗議によりレッドカードの退場処分から4試合の出場停止になる等、決して順風満帆とはいえずにいた。また、出場停止中にもかかわらず、カスムパシャSK戦があった日に同僚のアンドレ・サントスと共にナイトクラブに繰り出していたことが判明しており、当初クラブ側はこの報告を公式発表で否定したものの、翌日に写真が出回ると声明を撤回した。出場停止解除が迫っていた12月下旬に交通事故で右手首を骨折し、復帰が遠のいている。
トゥールーズへの期限付き移籍
2010年1月20日にリーグ・アン (フランス1部) のトゥールーズFCと半年の期限付き移籍で合意をする。リーグ戦初出場を飾ったル・マンFC戦において初得点を挙げる好調な出だしを切り、出場の多くで先発を務めたものの、完全移籍の際の高額な移籍金が障害となり、シーズン終了後に完全移籍のオプションが行使されず、フェネルバフチェへの帰還が決定した。

#### ガラタサライ
2010-11シーズンにフェネルバフチェに復帰するも、出場機会が僅かだったため、2011年1月3日に契約を双方合意で解除すると、翌日には、同じくイスタンブールを拠点とし、ライバル関係にあるガラタサライSKと3年半で合意した。2シーズンの在籍で35試合7得点を記録した。
オリンピアコスへの期限付き移籍

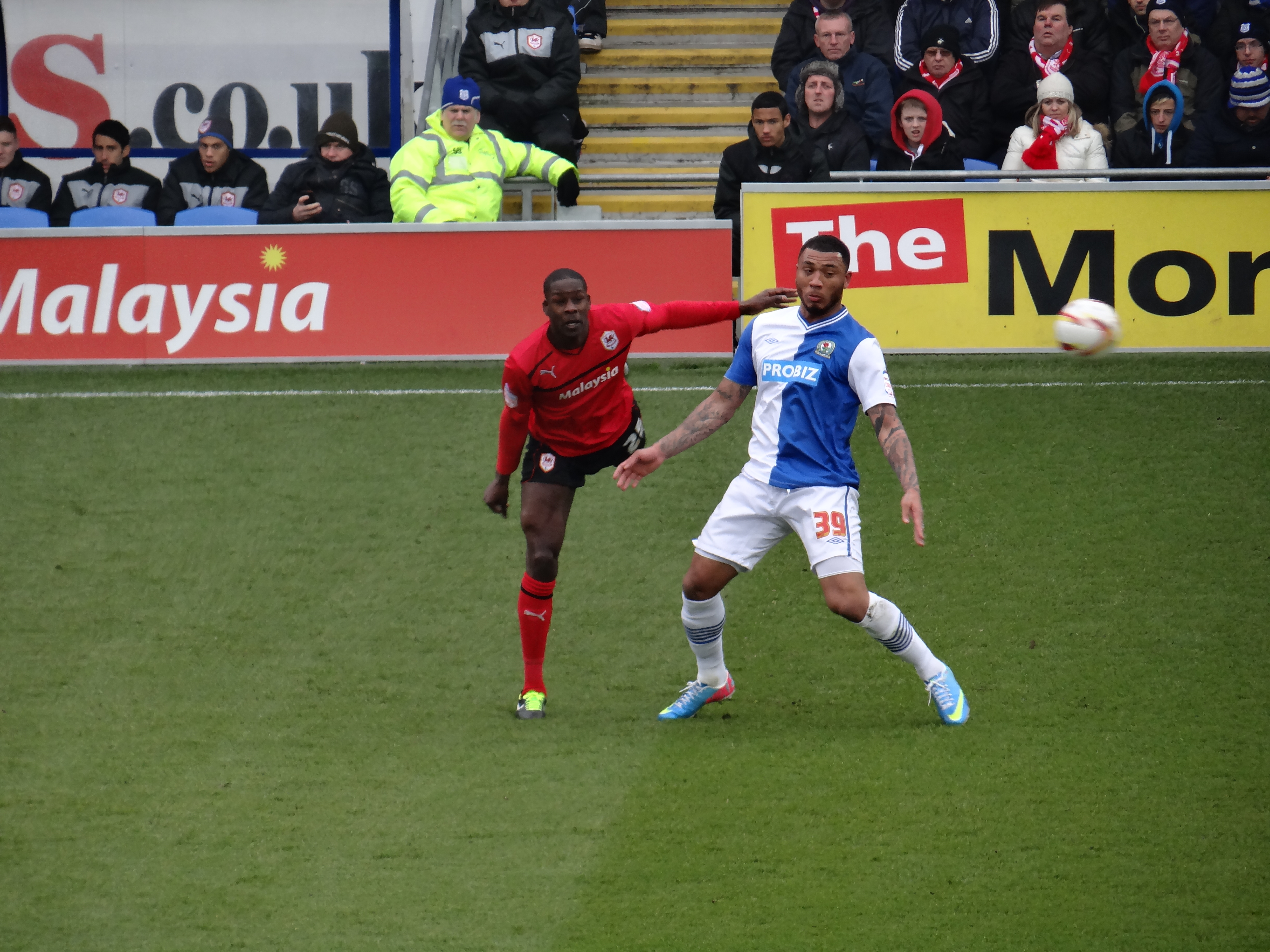
2013年のカーディフ・シティFC戦におけるブラックバーン・ローヴァーズFC時代のカジム＝リチャーズ（右）

2012年1月14日のカルデミル・カラビュックスポル戦でのプレーをサポーターに批判されたことから移籍を志願し、1月31日にギリシャ・スーパーリーグ (ギリシャ1部) のオリンピアコスFCと2012-13シーズン終了までの期限付き移籍（買い取りオプション付き）で合意する。オリンピアコスでは、低パフォーマンスのみらず、2月のPAOKテッサロニキ戦で相手ファンからバナナを投げられる人種差別行為に遭う等、上手くいかなかった。
ブラックバーン・ローヴァーズへの期限付き移籍
オリンピアコスでオプションが行使されずにガラタサライへ復帰すると、移籍先を求めて7月にはイングランド1部のウェストハム・ユナイテッドFCのトライアルに参加してプレシーズンの親善試合に出場しており、最終的に負傷離脱中のレオン・ベストの代役として8月10日にイングランド2部のブラックバーン・ローヴァーズFCへ期限付き移籍（買い取りオプション付き）で合意した。初出場となったプレシーズンの親善試合におけるコーク・シティFC戦で2得点を挙げる印象を残し、2012-13シーズン開幕戦の8月18日にイプスウィッチ・タウンFC戦で初得点を挙げる好調な出だしを切った。
2013年2月12日、ファルマー・スタジアムでの古巣ブライトン戦において、相手ファンに対してホモフォビアのジェスチャーをした疑いで治安法1986第5節によりサセックス警察に逮捕されると、2014年1月14日と15日にブライトン治安判事裁判所で裁判が行われ、4月に有罪となった。

#### ブルサスポル
2013年9月4日に移籍金25万ユーロでトルコ1部のブルサスポルと4年契約を締結する。フェネルバフチェ時代に師事したダウム監督の下で主に右サイドを務め、テュルキエ・クパスのアダナ・デミルスポル戦で公式戦初得点を挙げた。
フェイエノールトへの期限付き移籍
ブルサスポルで16試合に出場し、2014年2月22日のチャイクル・リゼスポルを最後に出場機会が訪れなかったカジム＝リチャーズに対し、退団したグラツィアーノ・ペッレの後釜を探していたエールディヴィジ (オランダ1部) のフェイエノールトから期限付き移籍のオファーがあり、8月15日にシーズン終了までの期限付き移籍（シーズン終了後に自由契約での完全移籍のオプション付き）で合意。なお、この移籍はフェイエノールトのOBであるピエール・ファン・ホーイドンクの推薦により実現している。それまでの得点数や右サイドを主戦場としていたことでペッレの後釜として疑問符を持たれていたが、デビュー戦となった9月13日のヴィレムIIとのリーグ戦で途中出場から初得点を挙げ、3試合目のゴー・アヘッド・イーグルス戦ではセンターフォワードとして先発起用され、2得点目を記録した。

#### フェイエノールト
2015年4月28日に期限付き移籍で加入したフェイエノールトにフリーで加入することが発表された。

#### ブラジル時代
2016年6月9日、スコティッシュ・プレミアシップを制覇したセルティックFCからカンピオナート・ブラジレイロ・セリエAのコリチーバFCに1年半の契約で移籍。翌年1月6日、SCコリンチャンス・パウリスタに2年契約で加入することが発表された。

#### メキシコ時代
2018年7月、メキシコ・リーガMXのロボス・デ・ラ・BUAPに加入。その後ティブロネス・ロホス・デ・ベラクルスでのプレーを挟み、2019年11月26日にCFパチューカに移籍

#### イングランド復帰
2020年10月15日、ダービー・カウンティFCとシーズンいっぱいの契約を結んだ。2012-13シーズンにブラックバーンでプレーして以来のイングランド復帰となる。

#### ファティ・カラギュムリュク
2022年7月19日、ファティ・カラギュムリュクSKへ完全移籍。

### 代表
イングランド生まれのため、イングランド代表や父親のルーツであるアンティグア・バーブーダ代表としてもプレーが可能であったが、イングランド側から接触はなく、最終的には母親のルーツであるトルコ代表を選択。トルコU-21代表として、2007年3月24日のU-21スイス戦で初出場及び初得点を記録し、同カテゴリーで合計5試合に出場した経験がある。
A代表でもトルコ代表を選択することを宣言すると、2007年5月24日にはUEFA EURO 2008予選のボスニア・ヘルツェゴビナ戦と親善試合のブラジル戦へ向け、ファティ・テリム監督によって初招集され、6月5日のブラジル戦においてトルコA代表初出場を飾った。その後、EURO2008予選で出場することはなかったものの、本大会の登録メンバーにサプライズ選出され、準決勝までの全5試合に出場した。2011年8月10日、トルコ・テレコム・アリーナでのエストニアとの親善試合において、代表初得点を含む2得点を挙げた。

## 個人成績

### 代表での得点
| #  | 日時          | 場所           | 対戦相手   | スコア | 最終結果 | 大会     |
| -- | ------------- | -------------- | ---------- | ------ | -------- | -------- |
| 1. | 2011年8月10日 | イスタンブール | エストニア | 2–0    | 3–0      | 親善試合 |
| 2. | 2011年8月10日 | イスタンブール | エストニア | 3–0    | 3–0      | 親善試合 |

## タイトル
フェネルバフチェ
- TFFスュペル・クパ（英語版） : 2007, 2009

オリンピアコス
- ギリシャ・スーパーリーグ : 2011-12
- キペロ・エラーダス : 2011-12

ガラタサライ
- TFFスュペル・クパ : 2013

セルティック
- スコティッシュ・プレミアシップ : 2015-16

コリンチャンス
- カンピオナート・ブラジレイロ・セリエA : 2017
- カンピオナート・パウリスタ : 2017, 2018